# 卡坦利爾縣

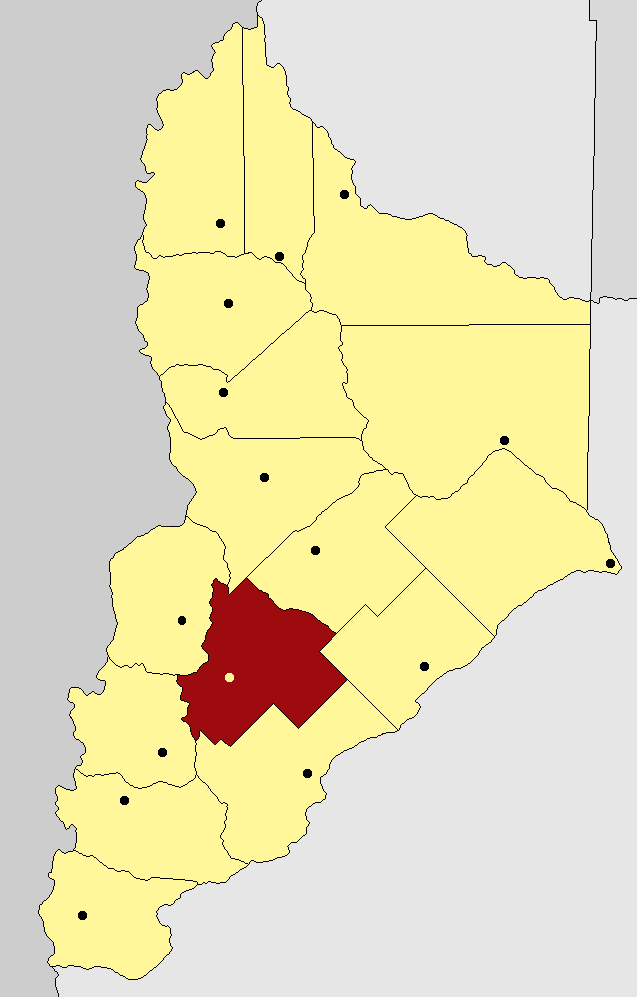

卡坦利爾縣（西班牙語：Departamento Catán Lil），是阿根廷的縣份，位於該國西部內烏肯省，首府設於拉斯科洛拉達斯，面積5,490平方公里，2010年人口2,155，人口密度每平方公里0.39人。
39°33′24″S 70°35′38″W / 39.55667°S 70.59389°W